# 仲间由纪惠
仲間由紀惠（日语：／ Nakama Yukie，1979年10月30日—），日本女演員、主持人、歌手、藝人。出身於沖繩縣浦添市。Production尾木所屬。丈夫是演員田中哲司。身高160cm。A型血。

## 經歷
- 1993年：就讀於當地藝人訓練學校「沖繩藝人學院（日语：沖縄タレントアカデミー）」[注 1]。
- 1994年：獲得沖繩電視台節目《藍色之夏（日语：エリアコードドラマ）》公開選拔賽大獎。這是她首次演出電視劇。
- 1995年：經電視劇《藍色夏天》的製作人介紹，加入Production尾木。從沖繩前往東京發展。
- 1996年
  - 曾經短暫擔任東京勁舞娃娃的成員。
  - 出演由友理惠主演的電影《友子的場合（日语：友子の場合）》中飾演嶋田咲子的角色。
  - 為小室哲哉的音樂節目《TK MUSIC CLAMP（日语：TK MUSIC CLAMP）》（富士電視台）演唱片尾曲「MOONLIGHT to DAYBREAK」（作曲：久保浩二（日语：久保こーじ））。
  - 出演PlayStation遊戲《真愛故事（日语：トゥルー・ラブストーリー）》的廣告，並演唱主題歌。
- 1997年
  - 在電視動畫《靈異獵人》（朝日電視台）裡為女主角朝比奈睦月配音。並演唱片頭曲和片尾曲。
  - 擔任日本放送廣播節目《格傑特衝擊中心（日语：ゲルゲットショッキングセンター）》週三節目助理（半年）。
  - 首次主演電視劇《幸福顏色寫真館（日语：しあわせ色写真館）》（NHK綜合）（飾演秋本香菜，與丹阿彌谷津子（日语：丹阿弥谷津子）雙主演）。
  - 在《大搜查線 歲末特別警戒篇》（富士電視台）中飾演北見繭。
- 1998年
  - 作為嘉賓出演談話性綜藝節目《涉谷deCHU！（日语：渋谷でチュッ!）》。
  - 出演電影《狂戀高校生》。
  - 在《機動戰艦撫子號 -黑暗王子-》裡為拉碧絲·勒蘇里配音。
  - 擔任《百萬之夜（日语：ミリオンナイツ）》（TOKYO FM）週三常駐。
  - 在電視劇《神啊！請多給我一點時間》（富士電視台）中飾演主角已故戀人的妹妹。
- 1999年：出演日本電視台電視劇《重返少年時》。
- 2000年
  - 在電影《七夜怪談0：貞相大白（日语：リング0 バースデイ）》首次主演。
  - 因在電視劇《圈套》（朝日電視台）中飾演山田奈緒子的角色而聲名鵲起[2]。《圈套》被拍成系列作品，也拍了特別篇和電影，成為本身的代表作之一。
- 2002年
  - 主演電視劇《極道鮮師》（日本電視台）。本劇連續播出了3季，也拍了特別篇和電影，成為與《圈套》並列的代表作之一[2]。尤其是第2季的最後一集，創下了32.5%的最高收視率。
  - 在《第53屆NHK紅白歌合戰（日语：第53回NHK紅白歌合戦）》首次擔任客座評審。
- 2005年：在《第56屆NHK紅白歌合戰（日语：第56回NHK紅白歌合戦）》中首次擔任紅隊主持人。
- 2006年
  - 在大河劇《功名十字路》（NHK綜合）中飾演山內一豐（上川隆也飾）的妻子山內千代（見性院（日语：見性院 (山内一豊室)））。
  - 在《第57屆NHK紅白歌合戰》第2次擔任紅隊主持人。
- 2007年：首次以團長身份在《一個人的夏天 -未寄到的信-》（新橋演舞場）中演出。
- 2008年
  - 首次擔任《24小時電視 「愛心救地球」》（日本電視台）的慈善主持人。
  - 在《第59屆NHK紅白歌合戰》第3次擔任紅隊主持人。
- 2009年
  - 在富士電視台開台50週年紀念第二部電視劇《週四劇場「平凡的奇蹟」》中主演。
  - 在《第60屆NHK紅白歌合戰》第4次擔任紅隊主持人。
- 2010年：在《第61屆NHK紅白歌合戰》第2次擔任客座評審。
- 2014年
  - 在連續電視小說《花子與安妮》（NHK綜合）中，飾演由女主角吉高由里子飾演的村岡花子的朋友葉山蓮子（柳原白蓮）。
  - 9月18日，與共同出演《女子刑事（日语：ジョシデカ!-女子刑事-）》（TBS）的田中哲司結婚[3]。
  - 在《第56屆日本唱片大獎（日语：第56回日本レコード大賞）》（TBS電視台、電台）首次擔任主持人。
  - 在《第65屆NHK紅白歌合戰》第3次擔任客座評審。
- 2015年
  - 主演舞台劇《放浪記（日语：放浪記 (戯曲)）》[4][5]。
  - 在《第57屆日本唱片大獎（日语：第57回日本レコード大賞）》（TBS電視台、電台）第2次擔任主持人。
- 2018年
  - 3月1日，宣布懷上了第一個孩子[6]。將在4月28日播出的《MUSIC FAIR》（富士電視台）後請產假[7]。
  - 7月5日，她宣布自己在6月底生下了同卵雙胞胎兒子，這是她的第一個孩子和第二個孩子[8]。
- 2019年
  - 於1月1日播出的《相棒 season17 元旦特別篇》中重新開始演藝生涯[9]。
- 2022年
  - 在連續電視小說《灶動的心》（NHK綜合）中飾演女主角的母親比嘉優子[10]。

## 人物

### 家族
- 她是5個兄弟姊妹中最小的一個，還有1個姊姊和3個兄弟。
- 父親是一名深海漁民（鮪魚漁船）。他每半年回家一次，大概10天左右就會出去捕魚，基本上不在家。她很擔心自己一個人搬到東京開始上高中，而她的家人仍然在沖繩。仲間在讀中學3年級時，透過無線電聯絡上了當時在船上的父親，並向他請教。當她說想去東京時，父親說沒關係，所以她決定安心去東京[11]。
- 她的三哥是自衛隊（已婚），在陸上自衛隊北熊本駐地部隊工作。東日本大震災發生後，他被派往受災的宮城縣協助救援和復原工作[12]。
- 婚後有丈夫（演員田中哲司）和雙胞胎兒子。據仲間表示「我丈夫在家很安靜，什麼也不說。他說話聲音很小，我聽不懂他在說什麼。他是那種讓你感覺好像剛才有人跟他說話的人」「有時我覺得他在咕噥，但他在說自己的台詞」[13]。

### 興趣、特長
- 她擁有普通汽車駕駛執照、水肺潛水執照和2級小型船舶駕駛員（日语：小型船舶操縦士）執照。
- 特長：琉球傳統舞蹈（日语：琉球舞踊），有助理教練的水準。
- 擅長游泳[14]。
- 興趣：駕駛。

### 性格
- 因為她不會說謊，所以她所有的情緒都會表現在臉上。當她在片場和野際陽子一起拍攝時，有人告訴她「你所有的情緒都表現在臉上」。仲間說「這不是角色的情緒，而是我衝進去的情緒」[15]。
- 當她小的時候，她更喜歡和哥哥們一起在外面玩，而不是玩布娃娃。她也喜歡爬樹[16]。
- 她會規劃一切，她想要一些空閒時間，所以她做了很多計劃。「我家裡還有雙胞胎和其他孩子，所以我會把所有瑣碎的事情都計劃好，比如早上起床做飯、叫醒他們、餵他們、給他們換衣服，並把所有事情都安排得井井有條。我不想隨波逐流，忘記一切，所以我更喜歡制定計劃，然後按照計劃行事」[17]。
- 在拍攝電視劇的過程中，無論是在化妝間，化妝時，換衣服時，甚至在攝影棚裡走動時，工作人員和周圍的人經常對她說「你總是哼著歌」[18]。
- 面對愛情，她抗壓性弱。「當有人真心讚美我的時候，我會心想，我真的很喜歡這個人。我小學5年級的時候，有個男孩和我最好的朋友的女朋友約會，但我最好的朋友和他分手了。我最好的朋友對我說「你也喜歡他，對吧？」，你可以和他一起出去。你喜歡他，不是嗎？」所以她想自己可能喜歡他，所以便開始約會了[19]。

### 逸事
- 曾就讀於日出女子學園高等學校[2][20]。
- 在《圈套》殺青後，與堤幸彥、阿部寬的座談中，她透露自己很討厭拍攝前的魔術練習。而且，儘管她已經扮演直子這個角色14年了，但仍有許多事情她不明白，所以她學會了在演喜劇時不要緊張[21]。
- 她有用嘴唇發出咂嘴聲音的習慣，這也被用在《圈套 新作特別篇2》的定義台詞中。
- 當她與生瀨勝久共同出演《功名十字路》時，劇組曾討論過一起去參加螢火蟲節，他不知道故事已經平息，便獨自一人來到了生瀨的家，讓生瀨的妻子感到困惑。不過，生瀨的妻子帶她去了螢火蟲節[22]。

### 交友關係
- 島谷瞳：她們在共同出演音樂劇《明星誕生（日语：スター誕生 (2004年のミュージカル)）》後變得親密。兩人關係親密，一起出去吃飯，一起出國旅遊。
- 阿部寬：他是透過《圈套》陪伴仲間10年的資深演員，在仲間宣布結婚時也留言祝賀[23]。
- 生瀨勝久：他們共同出演了《圈套》系列和《極道鮮師》系列。此外，他們還共同出演了《功名十字路》、《弄假成真（日语：ウソコイ）》[24]（關西電視台）、《幽靈媽媽搜查線》（日本電視台），以及《琉球羅馬式 琉球風暴》和《一個人的夏天 -未寄到的信-》。在舞台劇《一個人的夏天 -未寄到的信-》的製作發表會上，生瀨表示，他和仲間出演的作品，尤其是上述三部作品，將會大受歡迎。她還陪同生瀨一起去釣魚[25]。
- 布施明：仲間所屬經紀公司的前輩，關係很好，曾經共同出演《弄假成真》和《明星誕生（日语：スター誕生 (2004年のミュージカル)）》，兩人還在《紅白歌合戰》上相識。
- 宇津井健：曾出演《極道鮮師》系列和舞台劇《一個人的夏天 -未寄到的信-》[26]。他與編劇橋田壽賀子和仲間建立了聯繫。
- 常盤貴子：雖然兩人之前沒有一起演過戲，但是關係卻很親密，甚至可以一起去旅行。入住期間，兩人同睡一室[27]。

### 工作
- 當她出演《靈異獵人》時，她被宣傳為「女高中生偶像配音員」。
- 在透過《七夜怪談0：貞相大白（日语：リング0 バースデイ）》裡山村貞子角色的試鏡後，她被星探發現並被選為《圈套》和《極道鮮師》的主角，這為她帶來了巨大的突破。
- 她以《THE TELEVISION（日语：ザテレビジョン）》多次獲得日劇學院獎最佳女主角獎。
- NHK大河劇《功名十字路》開播時，她以26歲2個月的年齡成為本劇中最年輕的主演女星（2006年當時。此紀錄後來在2008年被宮崎葵主演的《篤姬》（22歲1個月）改寫）。
- 她3度出演過大河劇，並擔任主角。這是自1994年三田佳子在《花之亂》中出演以來，女演員首次在大河劇中同時擔任主角和要角。
- 2005年，因隔年播出的歷史劇《功名十字路》，首次被任命為《NHK紅白歌合戰》的主持人。該年主持制改為小組制，雖然主持人還沒有確定，但她實際上擔任了紅隊的主持人。之後，2006年、2008年、2009年也擔任了紅隊正式主持人（2007年也作為應援嘉賓出現，並介紹了一青窈和秋川雅史的歌曲）。
- 2010年的紅白歌合戰上，這是她自2002年以來，第2次擔任客座客座評審。這是歷史上首次評審在主持節目的第二年就被任命為客座評審。
- 2006年，當她第2次擔任紅隊主持人時，同年以「仲間由紀惠 with Downloads」成員的身份開始了本身的音樂活動，有人建議她以歌手的身份出現[28]，但最終沒有實現。
- 2020年1月3日，出演《VS嵐》中的BABA嵐，成為最弱女王，之後連續3次獲得該稱號。

### 外貌
她的髮型從出道以來就一直是齊長髮型，在電視劇和電影中也沒有太大的變化。關於她的頭髮，銷售洗髮精「麗仕」的日本聯合利華在全國範圍內對600名男性和女性（年齡16至39歲）進行了一項調查，詢問「哪些日本明星擁有最美麗的頭髮？」 ，而她被選為第一名（2005年9月）。松下電器產業（現Panasonic）「美麗小姐」系列廣告中，她那一頭飄逸黑髮的鏡頭顯然是直接拍攝的，沒有經過任何CG處理。在連續電視小說《花子與安妮》裡演出時的特色髮型是紮成束髮，不過其他演員大多都戴假髮，而仲間則充分利用自己的長髮，用自己的真髮紮成束髮。總的來說，她憑藉滑稽的表演而不是性感贏得了粉絲的心。

## 獲獎紀錄
- 2002年
  - 第33屆日劇學院獎 最佳女主角獎（《極道鮮師 第1期》）[31]
- 2003年
  - 第27屆黃金飛翔獎（日语：エランドール賞） 新人獎（《極道鮮師》、《圈套》）[32]
  - 第37屆日劇學院獎 最佳女主角獎（《顏-超感應女警（日语：顔 (2003年のテレビドラマ)）》）[33]
  - 第39屆日劇學院獎 最佳女主角獎（《圈套》）[34]
- 2004年
  - 第42屆日劇學院獎 最佳穿搭獎（《東京灣景 ～Destiny of Love》）[35]
- 2005年
  - 第44屆日劇學院獎 最佳女主角獎（《極道鮮師 第2期》）[36]
- 2006年
  - 第14回橋田獎 個人獎（《極道鮮師》）[37]
- 2008年
  - 第31屆日本電影學院獎 最佳女主角獎（《大奧》）[38]
  - 第57屆日劇學院獎 最佳女主角獎（《極道鮮師 第3期》）[39]
- 2009年
  - 第32屆日本電影學院獎 最佳女主角獎（《我想成為貝殼》）[40]
- 2011年
  - TVnavi日劇年度大獎（冬季）最佳女主角獎（《美麗鄰人》）
- 2014年
  - 第82屆日劇學院獎 最佳女配角獎（《花子與安妮》）[41]
- 2021年
  - 紺綬褒章[42][43]
  - 第7屆傑出女性獎[44]
- 2023年
  - 第15屆最佳母親獎（日语：ベストマザー賞） 演藝部門[45]

## 演出

### 電視劇
- 區域號劇（日语：エリアコードドラマ）「藍色之夏」（1994年10月13日—12月29日，沖繩電視台）—飾 友澤綺子
- 愛愛托瑪計劃 第12話（1995年，新廣島電視台）
- 日本中給母親最短的信2 第4話（1995年10月14日，日本電視台）
- 世界奇妙物語（富士電視台）
  - 1996年 冬季特別篇（日语：世にも奇妙な物語 冬の特別編 (1996年)）「尾隨」（1996年1月4日）
  - 2012年 春季特別篇（日语：世にも奇妙な物語 2012年 春の特別編）「Sweet Memory」（2012年4月21日）—主演：飾 赤井佳惠
- 小少爺（1996年3月31日，TBS）—飾 主角的學生
- 桃色家庭（日语：もう我慢できない!）（1996年7月2日—9月17日，關西電視台、富士電視台）—飾 雪子
- 惡作劇之吻（1996年10月14日—12月16日，朝日電視台）—飾 矢田園子
- 保健室阿姨（日语：名探偵保健室のオバさん） 第9話（1997年3月3日，朝日電視台）—飾 高野理紗
- 週四怪談'97（日语：木曜の怪談）「惡靈學園」（1997年5月1日—22日，富士電視台）—飾 小出郁代
- shin-D（日语：shin-D）（日本電視台）
  - 第1話（1997年5月8日）
  - 「亡靈劇場」（1997年6月26日—7月3日）
- D×D（日语：D×D） 第4話（1997年7月26日，日本電視台）—飾 圓城寺園子
- 電視劇新銀河（日语：ドラマ新銀河） 幸福顏色寫真館（日语：しあわせ色写真館）（1997年12月15日—18日，NHK綜合）—主演：飾 秋本香菜（電視劇首次主演。與丹阿彌谷津子（日语：丹阿弥谷津子）雙主演）
- 大搜查線 歲末特別警戒篇（1997年12月30日，富士電視台）—飾 北見繭
- 透明少女air（日语：透明少女エア）（1998年2月21日—3月28日，朝日電視台）—飾 桂今日子
- 連續電視小說（NHK綜合） 
  - 天高氣爽（日语：天うらら）（1998年4月6日—10月3日）—飾 淺井由香
  - 花子與安妮（2014年4月21日—9月27日）—飾 葉山蓮子
  - 灶動的心（2022年4月11日—9月30日）—飾 比嘉優子[10]
- 空中情緣（日语：せつない） 第14話「時間膠囊」（1998年4月，朝日電視台）—飾 橫川美佐子
- 少年懸疑（日语：少年サスペンス） 第4作「水手服成為目標」（1998年5月14日—28日，朝日電視台）
- 神啊！請多給我一點時間（1998年7月7日—9月22日，富士電視台）—飾 瀧村薰
- 辣妹女警隊（日语：走れ公務員!） 第5話（1998年11月10日，富士電視台）—飾 松崎彩
- 重返少年時（1999年1月16日—3月20日，日本電視台）—飾 室井蒔
- PS我很好俊平（日语：P.S. 元気です、俊平）（1999年6月24日—9月16日，TBS）—飾 櫻小夜子
- 二千年之戀（日语：二千年の恋）（2000年1月10日—3月20日，富士電視台）—飾 真代瑪利亞
- Mach V6 Big大作戰（日语：マッハブイロク）（2000年6月29日，富士電視台）—飾 櫻井繪里
- 圈套系列（2000年—，朝日電視台）—主演：飾 山田奈緒子（與阿部寬雙主演）
  - 圈套（2000年7月7日—9月15日）
  - 圈套2（2002年1月11日—3月22日）
  - 圈套 -Troisieme partie-（2003年10月16日—12月18日）
  - 圈套 新作特別篇（2005年11月13日）
  - 圈套 新作特別篇2（2010年5月15日）
  - 圈套 新作特別篇3（2014年1月12日）
  - 警部補 矢部謙三 第5話（2010年5月7日，朝日電視台）—飾 山田奈緒子（友情演出）
  - 警部補 矢部謙三2 最終話（2013年8月30日，朝日電視台）—飾 山田奈緒子（友情演出）
- 大河劇（NHK綜合）
  - 葵德川三代 最終話（2000年12月17日）—飾 阿樂
  - 武藏MUSASHI（2003年1月5日—12月7日）—飾 八重／琴（二角）
  - 功名十字路（2006年1月8日—12月10日）—主演：飾 山內千代（見性院）（日语：見性院 (山内一豊室)）（與上川隆也雙主演）[46]
- 雙面情人（日语：FACE〜見知らぬ恋人〜）（2001年1月10日—3月7日，日本電視台）—主演：飾 相澤早紀（與高橋克典（日语：高橋克典）雙主演）
- 老闆靠邊站（日语：明日があるさ (テレビドラマ)）（2001年4月21日—6月30日，日本電視台）—接待小姐仲間
  - 老闆靠邊站 特別篇（2002年1月12日）
- 弄假成真（日语：ウソコイ）（2001年7月3日—9月11日，關西電視台、富士電視台）—飾 杉野惠美
- 極道鮮師（2002年—2009年，日本電視台）—主演：飾 山口久美子
  - 極道鮮師 第1系列（2002年4月17日—7月3日，連續劇首次獨立主演）
  - 極道鮮師 第1系列 畢業特別篇（2003年3月26日）
  - 極道鮮師 第2系列（2005年1月15日—3月19日）
  - 極道鮮師同學會特別篇（2005年10月8日）
  - 極道鮮師 第3系列（2008年4月19日—6月28日）
  - 極道鮮師 第3系列 畢業特別篇（2009年3月28日）
- 大醫院小麻紀（日语：ナイトホスピタル〜病気は眠らない〜）（2002年10月14日—12月16日，讀賣電視台、日本電視台）—主演：飾 森澤麻紀
- 顏-超感應女警（日语：顔 (2003年のテレビドラマ)）（2003年4月15日—6月24日，富士電視台）—主演：飾 平野瑞穗
- 毛骨悚然撞鬼經驗 特別篇3「病房奇譚」（2003年9月5日，富士電視台）
- 甘蔗田之歌（日语：さとうきび畑の唄）（2003年9月28日，TBS）—飾 平山紀子
- 亂步R（日语：乱歩R） 第3話（2004年1月26日，讀賣電視台、日本電視台）—飾 伊志田理惠
- 東京灣景 ～Destiny of Love（2004年7月5日—9月13日，富士電視台）—主演：飾 李（木本）美香／金優里（二角）
- 朝日電視台開台45週年紀念特別電視劇「弟弟（日语：弟 (テレビドラマ)）」（2004年11月17日—21日，朝日電視台）—飾 石原真紀子（日语：石原まき子）（北原三枝）
- 放送80週年紀念 橋田壽賀子電視劇「春與夏」（2005年10月2日 - 6日，NHK綜合）—飾 山邊（高倉）夏
- TBS開台50週年紀念特別電視劇「里見八犬傳（日语：里見八犬伝 (2006年のテレビドラマ)）」（2006年1月2日、3日，TBS）—飾 伏姬
- 嫁到什麼鬼地方（2007年1月11日—3月8日，朝日電視台）—主演：飾 山本君子
- 史上最不幸的大佬三郎（日语：エリートヤンキー三郎）（2007年4月13日—6月29日，東京電視台）—飾 占卜師
- 週六PREMIUM（日语：土曜プレミアム）「島根的律師（日语：島根の弁護士）」（2007年7月14日，富士電視台）—主演：飾 山崎水穗
- TBS特別企劃「向日葵 ～夏目雅子27年的生涯和母親的愛～（日语：ひまわり〜夏目雅子27年の生涯と母の愛〜）」（2007年9月16日，TBS）—主演：飾 夏目雅子
- 女子刑事（日语：ジョシデカ!-女子刑事-）（2007年10月18日—12月20日，TBS）—主演：飾 畑山來實（與泉平子雙主演）
- 新春WIDE時代劇（日语：新春ワイド時代劇）「寧寧：女太閤記」（2009年1月2日，東京電視台）—主演：飾 寧寧
- 平凡的奇蹟（2009年1月8日—3月19日，富士電視台）—主演：飾 中城加奈
- 腦科學先生 第5話、第6話（2009年6月20日、27日，TBS）—飾 秋吉加奈子
- Untouchable ～事件記者鳴海遼子～（2009年10月16日—12月18日，ABC、朝日電視台）—主演：飾 鳴海遼子
- TBS開台60週年紀念電視劇「99年的愛」（2010年11月3日—11月7日，TBS）—主演：飾 平松（松澤）忍（當時篇）
- 週五Prestige（日语：金曜プレステージ）特別企劃（富士電視台）
  - 「視線」（2010年12月17日）—主演：飾 堂島明里
  - 「惡女們的手術刀（日语：悪女たちのメス）」（2011年12月9日）—主演：飾 檜山冬實
    - 惡女們的手術刀 episode2（2012年12月21日）
- 美麗鄰人（2011年1月11日—3月15日，關西電視台、富士電視台）—主演：飾 梅爾沙希
- 琉球風暴（2011年7月17日—9月18日，NHK BS Premium）—主演：飾 孫寧溫＝真鶴／母親（二角）
- 南極大陸（2011年10月16日—12月18日，TBS）—飾 倉持由香里
- 向田邦子新春特別電視劇「花嫁」（2012年1月2日，TBS）—飾 片倉巴
- 戀愛Neet ～忘記了的戀愛開始方法（2012年1月20日—3月23日，TBS）—主演：飾 木下凜
- 幽靈媽媽搜查線（2012年7月7日—9月15日，日本電視台）—主演：飾 上原蝶子
- 沙希（2013年1月8日—3月19日，關西電視台、富士電視台）—主演：飾 網濱沙希
- 朝日電視台開台55週年紀念 黑澤明特別電視劇「奪命劍」（2013年2月9日，朝日電視台）—飾 笹原一
- 週六電視劇（日语：土曜ドラマ (NHK)） 離島老師（日语：島の先生）（2013年5月25日—6月29日，NHK綜合）—主演：飾 夏村千尋
- 週五電影院（日语：金曜ロードショー）特別電視劇企劃「怦然心動的人生整理魔法（日语：人生がときめく片づけの魔法）」（2013年9月27日，日本電視台）—主演：飾 乘田磨輝子
- Honey Trap（日语：ハニー・トラップ (テレビドラマ)）（2013年10月19日—12月21日，富士電視台）—飾 美山夏實
- 新春特別電視劇 “新參者”加賀恭一郎「沉睡的森林」（2014年1月2日，TBS）—飾 山田
- 富士電視台開台55週年特別電視劇「森光子的一生（日语：森光子を生きた女〜日本一愛されたお母さんは、日本一寂しい女だった〜）」（2014年5月9日，富士電視台）—主演：飾 森光子
- 相棒系列（2014年—，朝日電視台）—飾 社美彌子
  - season13 第1、10、15、16話（2014年10月15日、2015年1月1日、2月11日、18日）
  - season15 （2016年10月12日—2017年3月22日）[47]
  - season16 （2017年10月18日—2018年3月14日）
  - season17 元旦特別篇、最終話（2019年1月1日、3月20日）[9]
  - season18 第1、2、最終話（2019年10月9日、16日、2020年3月18日）
  - season19 第1、2、11、最終話（2020年10月14日、21日、2021年1月1日、3月17日）
  - season20 （2021年10月13日—2022年3月23日）
  - season22（2023年10月18日—2024年3月13日）[48][49]
  - season23（2024年10月16日—2025年3月12日）[50]
- 週一懸疑劇院 SAKURA ～傾聽事件的女人～（2014年10月20日—12月22日，TBS）—主演：飾 水澤櫻[51]
- 電視劇10 美女與男子（2015年4月14日—8月25日，NHK綜合）—主演：飾 澤渡一子[52]
- 連續劇W 樂園（日语：楽園 (宮部みゆきの小説)）（2017年1月8日—2月12日，WOWOW）—主演：飾 前畑滋子[53]
- 兩晚特別連續劇 阿嘉莎·克莉絲蒂「一個都不留」（2017年3月25日、26日，朝日電視台）—主演：飾 白峰涼[54]
- 貴族偵探（2017年4月17日—6月26日，富士電視台）—飾 Giri（聲音演出[55]）／鈴木
- 明日的約定（2017年10月17日—12月19日，關西電視台、富士電視台）—飾 吉岡真紀子[56]
- 偽裝不倫（日语：偽装不倫#テレビドラマ）（2019年7月10日—9月11日，日本電視台）—飾 吉澤葉子[57]
- 騷擾遊戲 秋津VS過動之女（日语：ハラスメントゲーム）（2020年1月10日，東京電視台）—飾 鮫島冴子
- 10的秘密（日语：10の秘密）（2020年1月14日—3月17日，關西電視台、富士電視台）—飾 仙台由貴子[58]
- 24 JAPAN（2020年10月9日—2021年3月26日，朝日電視台）—飾 朝倉麗[59]
- 屍活師 女王的法醫學（2021年5月31日，東京電視台）—主演：飾 桐山雪[60]
  - 屍活師 女王的法醫學2（2022年3月21日）[61]
  - 屍活師 女王的法醫學3（2023年7月3日）[62]
- 敲響密室之門 最終話（2023年9月23日，朝日電視台）—飾 帶著孩子的委託人[63]
- 大奧（日语：大奥 (2023年のテレビドラマ)） Season2「醫療篇」（2023年10月3日—31日，NHK綜合）—飾 一橋治濟[64][65]
- 日本電視台開台70週年特別電視劇「電視報導記者（日语：テレビ報道記者〜ニュースをつないだ女たち〜）」（2024年3月5日，日本電視台）—飾 曾根昭子[66]

### 電影
- 友子的場合（日语：友子の場合）（1996年8月，東映）—飾 嶋田咲子
- 狂戀高校生（1998年1月，狂戀高校生製作機構）—飾 高橋千惠子
- 卡美拉3：邪神覺醒（1999年3月，大映）—飾 女性露營者（特別演出）
- 七夜怪談0：貞相大白（日语：リング0 バースデイ）（2000年1月，東寶）—主演：飾 山村貞子（電影首次主演）
- 溺水的魚（日语：溺れる魚）（2001年2月，東映）—飾 相川真紀
- LOVE SONG（日语：LOVE SONG (2001年の映画)）（2001年4月，SPE（日语：ソニー・ピクチャーズ エンタテインメント (日本)））—主演：飾 彰子
- 老闆靠邊站 電影版（日语：明日があるさ (テレビドラマ)）（2002年10月，東寶）—接待小姐仲間
- 圈套—主演：飾 山田奈緒子（與阿部寬雙主演）
  - 圈套電影版（日语：トリック劇場版）（2002年11月，東寶）
  - 圈套電影版2（日语：トリック劇場版2）（2006年6月，東寶）
  - 圈套電影版3：靈能力者大逃殺（日语：劇場版TRICK 霊能力者バトルロイヤル）（2010年5月，東寶）
  - 圈套最終回 LAST STAGE（日语：トリック劇場版 ラストステージ）（2014年1月，東寶）
- g@me.（2003年11月，東寶）—飾 葛城樹里
- 忍 SHINOBI（2005年9月，松竹）—主演：飾 朧
- 大奧（2006年12月，東映）—主演：飾 繪島
- 我想成為貝殼（2008年11月，東寶）—飾 清水房江
- 激情版 史上最不幸的大佬三郎（日语：エリートヤンキー三郎）（2009年2月，東映）—飾 修女（友情演出）
- 極道鮮師 電影版（2009年7月，東寶）—主演：飾 山口久美子
- （2010年1月，GO Cinema）—飾 吹奏樂社顧問（友情演出）
- 花戀物語：新世紀佳人（日语：FLOWERS -フラワーズ-）（2010年6月，東寶）—飾 慧
- 武士的家計帳簿（日语：武士の家計簿 「加賀藩御算用者」の幕末維新#映画）（2010年12月，松竹）—飾 豬山駒
- 琉神瑪布亞（日语：琉神マブヤーTHE MOVIE 七つのマブイ）（2012年1月，Asmik Ace（日语：アスミック・エース））—飾 （友情演出）
- 劇場版 琉球風暴3D（2012年1月，角川）—主演：飾 孫寧溫＝真鶴
- 天空之蜂（2015年9月，松竹）—飾 赤嶺淳子[67]
- 相棒 -劇場版IV- 首都危機 人質50萬人！特命係 最後的決斷（日语：相棒 -劇場版IV- 首都クライシス 人質は50万人! 特命係 最後の決断）（2017年2月，東映）—飾 社美彌子[47]
- 鋼之鍊金術師系列（華納兄弟電影）—飾 特蕾莎·愛力克
  - 鋼之鍊金術師 完結篇：復仇者斯卡（2022年5月）[68]
  - 鋼之鍊金術師 完結篇：最後的鍊成（2022年6月）[68]
- （2025年3月，GAGA（日语：ギャガ））—主演：飾 朱音[69]

### 動畫
- 靈異獵人（1997年，東京電視台）—飾 朝比奈睦月（也負責主題歌）
- 機動戰艦撫子號 -黑暗王子-（1998年8月，東映）—飾 拉碧絲·勒蘇里
- 喬凡尼的島（日语：ジョバンニの島）（2014年2月，華納兄弟電影）—飾 佐和子

### 外語配音
- 侏羅紀世界（2017年，日本電視台）—主演：飾 克萊兒·戴寧〈布萊斯·達拉斯·霍華德〉[70]
- 汪汪隊立大功：超級大電影（2023年）—飾 薇多莉亞·范斯[71]

### 舞台
- 明星誕生（日语：スター誕生 (2004年のミュージカル)）（2004年3月17日—4月18日，青山劇場（日语：青山劇場））
- 一個人的夏天 -未寄到的信-（2007年11月1日—11月26日，新橋演舞場）
- 琉球羅馬式 琉球風暴（2011年2月6日—28日，赤坂ACT劇場／3月5日—20日，新歌舞伎座（日语：新歌舞伎座 (大阪)））
- CBGK Premium Stage 朗讀劇 『Re:』（2012年3月25日，CBGK澀劇!!（日语：CBGKシブゲキ!!））
- CBGK Premium Stage 朗讀劇 『Re:』Session2（2012年9月30日，CBGK澀劇!!）
- 舞台『放浪記（日语：放浪記 (戯曲)）』（2015年10月14日—11月10日，創新劇院（日语：シアタークリエ））[4][5]

### 音樂節目
- TK MUSIC CLAMP（日语：TK MUSIC CLAMP）（富士電視台）—曾在小室哲哉主持期間，負責唱片尾曲。
- 歌謠慈善音樂會（日语：歌謡チャリティーコンサート）（2001年11月23日，NHK）—主持人
- NHK紅白歌合戰（NHK）
  - 第53屆紅白歌合戰（日语：第53回NHK紅白歌合戦）（2002年）—客座評審
  - 第54屆紅白歌合戰（日语：第54回NHK紅白歌合戦）（2003年）—應援嘉賓
  - 第56屆紅白歌合戰（日语：第56回NHK紅白歌合戦）（2005年）—紅隊主持人
  - 第57屆紅白歌合戰（2006年）—紅隊主持人
  - 第58屆紅白歌合戰（2007年）—應援嘉賓
  - 第59屆紅白歌合戰（2008年）—紅隊主持人
  - 第60屆紅白歌合戰（2009年）—紅隊主持人
  - 第61屆紅白歌合戰（2010年）—客座評審
  - 第65屆紅白歌合戰（2014年）—客座評審
- 回憶的旋律（日语：思い出のメロディー）（NHK綜合、第一套廣播）—主持人
  - 第35回（2003年8月9日）
  - 第46回（2014年8月9日）
- Dream Live（2008年、2009年，日本電視台）—主持人
- 閃耀！日本唱片大獎（TBS電視台、電台）
  - 第56屆（日语：第56回日本レコード大賞）（2014年12月30日）—總主持人[72]
  - 第57屆（日语：第57回日本レコード大賞）（2015年12月30日）—總主持人[73]
- MUSIC FAIR（2016年4月2日—，富士電視台）—總主持人[74]

### 綜藝節目、其它
- （1993年9月1日，琉球放送）—助理
- DAISUKI！（日语：DAISUKI!）（日本電視台）—過場的“「DAISUKI！」女孩”
- 仲間由紀惠演繹世紀傳奇美人特集 悲劇女王克麗奧佩脫拉的2000年之謎（2004年7月21日，東京電視台）
- 仲間由紀惠的太感人了！我愛保加利亞（日语：仲間由紀恵の感動!大好きブルガリア）（東京電視台）
- 仲間由紀惠的藍色地球（日语：仲間由紀恵の蒼い地球）（2007年—，東京電視台）
  1. 環境破壞與全球暖化…企鵝在哭泣（2007年1月1日）
  2. 全球暖化威脅人類…大自然的反擊（2008年1月1日）
  3. 現在我想保護…日本的四季與世界遺產（2009年1月1日）
  4. 我想保護的日本壯麗風景（2010年1月6日）
  5. 從太空看到的古代地球和藍色星星（2011年1月1日）
  6. 瀕危物種的現實及其與人類的共存（2012年1月1日）
  7. 保護我們美麗的大自然：我們現在能做什麼（2013年1月1日）
  8. 日本人保護世界遺產（2014年1月1日）
  9. 以成為世界遺產為目標！環境的守護者們（2015年1月4日）
  10. 下一個世界遺產 歷史與自然的守護者（2016年1月3日）
- 24小時電視 「愛心救地球」（2008年，日本電視台）—慈善主持人
- 我們要傳達它 ～HY唱著來自沖繩的「生命」～（2010年8月15日，NHK綜合）—旁白
- NHK BS Premium 開球特集（2011年4月1日，NHK BS Premium[注 2]
- 為了追逐神秘的巨型生物 ～仲間由紀惠 遊歷小笠原海域～（2012年6月30日、7月1日，NHK BS Premium）
- 美空雲雀出道27週年紀念 歌唱夢想與希望全紀錄（2015年6月22日，TBS）—旁白[75]
- （2016年4月25日—，TBS） —旁白、特別定期（不定期演出）[76]
- 地球脈動II（2016年12月25日—，NHK BS Premium）—旁白
- NHK特集 藍色星球（2018年5月6日—，NHK綜合）—旁白
- 第30屆JNN企劃大獎（日语：JNN企画大賞） 連結生活的動物園，另一個承諾（2020年1月18日，中國放送、JNN28局聯播網）—導航[77]
- 真假驗證中（日语：それって!?実際どうなの課）（2021年6月23日，中京電視台）—「只在今夜！仲間由紀惠來了特集!! 與生瀨課長一起…」（生瀬勝久×仲間由紀惠 透過釣魚快速賺錢特集!!）

### 廣播節目
- 仲間由紀惠和她所有的朋友（1995年—1996年，當地AM廣播電台）
- 格傑特衝擊中心（日语：ゲルゲットショッキングセンター）（1998年，日本放送）
- 我的播放清單 Love for Japan ～kizashi～（日语：マイ プレイリスト Love for Japan 〜kizashi〜）（2012年3月29日，日本放送）—主持人

### 廣告
- Sony Interactive Entertainment PlayStation （約1995年）
- 大鵬藥品工業（日语：大鵬薬品工業） 提奧維塔飲料（1996年）
- ASCII 真愛故事（日语：トゥルー・ラブストーリー）（1996年）[注 3]
- 常盤藥品工業（日语：常盤薬品工業） 青金石超級減肥法（1998年—1999年）
- 數研出版（日语：数研出版） 圖表公式（日语：チャート式）（1998年）
- 資生堂
  - 資生堂 Aqua 水潤髮膜（1998年—1999年）
  - 資生堂 Proudia（2001年）
  - FT資生堂（日语：エフティ資生堂） 超溫和洗髮精（2002年—2003年）
  - 資生堂 BEAUTY VOLTAGE（2003年）
  - 資生堂 美容食品 美系（2005年）
  - 資生堂 TSUBAKI（2006年—）
  - 資生堂 膠原蛋白粉（2011年—）
- 東芝 高速數位相機 Allegro M4（1999年）
- JCB 1999日圓活動夏威夷篇（1999年）
- 日本可口可樂 喬亞（2000年—2002年）[78]
  - 「Cafe Leche」我愛由紀惠 篇（2001年）
- JA互助保險（日语：全国共済農業協同組合連合会）（2000年—）
  - 「汽車互助保險」競賽遊戲篇
  - 「汽車互助保險」什麼?!篇
  - 「汽車互助保險」怎會有這種香蕉篇
  - 「兒童互助保險」我很在意篇（2019年2月—）[79]
- LAWSON（2001年—2006年）
- 日清食品 雞味拉麵（2001年—2011年）
- KDDI
  - au行動電話（2002年4月—2009年9月）
  - 行動Suica（日语：モバイルSuica）（2006年2月）
  - 「光one（日语：auひかり）」（2008年—2009年）
  - 「ECO就任篇」（2009年10月—）[注 4]
  - 「ECO現地視察 SOLAR PHONE（日语：SH002）篇」（2009年11月—）[注 4]
- 節能中心（日语：省エネルギーセンター） 夏季節能活動（2003年、2004年）、冬季節能活動（2003年）
- 博士倫 ReNu（2003年—2005年）
- 大塚製藥 Amino-Value（2003年—2004年）
- 西日本旅客鐵道（JR西日本）
  - ICOCA（2003年—2005年）
  - J-WEST卡（日语：J-WESTカード）（2003年—2008年5月、2013年4月—）
  - DISCOVER WEST（日语：DISCOVER WEST）（2008年—）
- 江崎Glico
  - 巨型玉米（日语：ジャイアントコーン (菓子)）（2004年—）
  - Pocky（2004年—2006年）
  - Panapp（日语：パナップ）（2005年—）
  - HOUTEN巧克力（2016年1月—）共/吉田鋼太郎[80][81]
  - Bifix 1000篇（2016年4月—）[82][83]
- 國稅廳 納稅申報表（2005年、2006年）
- 武田藥品工業 Benza Block（2005年—2011年）
- 朝日飲料
  - WONDA（日语：ワンダ (飲料ブランド)） Morning Shot（2005年）
    - 「」 與荒川良良等人共演（2006年9月—）
    - 「」 與小崇小敏等人共演（2006年12月—）
    - 「」 與橫峯櫻（日语：横峯さくら）等人共演（2006年3月—）等多數

  - WONDA After Shot（2007年—）
    - 「」 與彥摩呂共演（2007年4月—）
    - 「」 與彥摩呂共演（2007年4月—）等多數
- 大發工業 Move
  -  與加賀真理子共演（2006年10月—）
  -  與Mr.Maric（日语：Mr.マリック）、井上朋子（日语：井上朋子）共演（2006年10月—）
  -  與Mr.Maric共演（2006年12月—）
  -  與草野仁（日语：草野仁）共演（2007年4月—）
  - （富士電視台獨家，2008年12月—）
  - 篇（2009年5月—）
- 最高裁判所 裁判員制度（2006年）
- LOTTE 木糖醇
  - （2007年3月—）
  - （約2007年3月—）
  - （2007年5月—2009年4月）
- 麒麟啤酒 （2008年5月—2009年4月）
- 札幌啤酒 （2010年1月—）共/田村正和[84]
- 森永製 （2011年10月—）共/大野智[85]
- 輝瑞 無菸家庭篇（2012年1月—）共/溫水洋一[86]
- Panasonic電工（日语：パナソニック電工）→Panasonic
  - （2005年—2013年）
  - Panasonic Beauty（2010年—2013年）
- Panasonic Homes（日语：パナソニック ホームズ）（2012年10月—）[87]
- 月桂冠（日语：月桂冠 (企業)）「月」（2014年8月—）[88]
- Seven & I Holdings　伊藤洋華堂（2015年6月—）[89]
- KOSÉ Cosme Port 
  - 篇、篇、篇（2020年8月21日—）[90]
- Aidma Holdings（日语：アイドマ・ホールディングス） 「CXO works」（2022年8月20日—）[91]
- 明治 「明治益生菌優格R-1（日语：明治プロビオヨーグルトR-1）」（2022年10月—）[92]
- 三洋食品「三洋食品札幌一番醬油杯麵（日语：サッポロ一番しょうゆ味）」（2024年9月—）[93]
- AC JAPAN（日语：ACジャパン）（2025年7月—）全國兒童食堂支援中心、Musubie支援活動「仲間」

### MV
- 華原朋美「仰望夜空的星辰（日语：見上げてごらん夜の星を (曲)）」（2014年，收錄於專輯《MEMORIES 2 -Kahara All Time Covers-（日语：MEMORIES 2 -Kahara All Time Covers-）》）[94]

### 網路電視劇
- 黑色推銷員 #9（2025年8月1日，Amazon Prime Video）—飾 飯根星夜[95][96]

## 音樂
仲間由紀惠也曾在久保浩二的指導下擔任歌手。其發行的7張單曲中，排名最高的是《我的心有兩個我》，在oricon公信榜上排名第70名（其他4首均在前100名之外）。截至2022年，她停止了音樂活動（由於其關聯公司Antinos Records解散，音源已轉移至其母公司EPIC Records Japan）。

### 仲間由紀惠 with Downloads
該組合於2006年1月31日作為au電視廣告的形象角色成立。樂團成員包括主唱仲間由紀惠、Daun（藤田正典）擔任MC，Rose（井田篤）擔任DJ，他們還創建了一個官方網站。
2006年1月31日，廣告歌曲「戀愛的Downloads」作為完整鈴聲獨家發佈。由於達到50萬以上的高下載量，這首歌於3月15日以CD形式發行，限期兩個月，在音樂下載網站Mora上排名第3名，在oricon公信榜上排名第8名。手機鈴聲「戀愛是無期限的」將於7月21日發佈。它於8月1日僅作為手機鈴聲下載。不久之後他們就解散了。
這是繼牛若丸三郎太（時任三郎）的之後，時隔16年，廣告角色名曲首次進入oricon單曲榜前十名。
在手機上發佈完整的鈴聲被認為是歷史上的第一次，但在2005年6月，由河村隆一領導的樂隊Tourbillon以預先鈴聲發行的方式作為鈴聲首次亮相。

### 單曲（個人名義、參加作品）
| 枚數 | 發行日期       | 單曲名稱（日文原名）                 | 收錄曲                                                                      | 備註 |
| ---- | -------------- | ------------------------------------ | --------------------------------------------------------------------------- | --- |
| 1st  | 1996年6月24日  | MOONLIGHT to DAYBREAK                | 1. MOONLIGHT to DAYBREAK 2. MOONLIGHT to DAYBREAK（moonlight dance re-mix） | - oricon最高排名第74名 - 由久保浩二作曲的《TK MUSIC CLAMP》片尾曲，以及No！Galers的翻唱。 - 她作為PRODUCTS女孩（第2回和第27回）出現在《TK MUSIC CLAMP》中，並在小室哲哉的吉他伴奏下演唱。 - PlayStation的首款音樂軟體EPS系列《MOONLIGHT to DAYBREAK》（SCPS-40002）也同時販售。 |
| 2nd  | 1996年12月12日 | 真實的愛情故事 ～我們就像愛情～ （トゥルー·ラブストーリー ～恋のように僕たちは～） |                                                                             | - oricon最高排名第122名 - 《真愛故事》主題歌 |
| 3rd  | 1997年5月21日  | 我的心有兩個我（心に私がふたりいる）                   |                                                                             | - oricon最高排名第70名 - 動畫《靈異獵人》主題歌 |
| 4th  | 1997年8月1日   | 不輸給任何人的愛（負けない愛がきっとある）                 | 1. ONE MORE CHANCE                                                          | - oricon最高排名第76名 - 「不輸給任何人的愛」 卡普空《洛克人X4》片頭主題曲 - 「ONE MORE CHANCE」 《洛克人X4》片尾主題曲、《科學情人》片尾主題曲 |
| 5th  | 1997年11月21日 | 遙遠日子的旋律（遠い日のメロディー）                   |                                                                             | - oricon最高排名第178名 - 讀賣電視台、日本電視台系列節目《光接吻可不夠！》片尾主題曲 |
| 6th  | 1998年11月26日 | 青鳥（青い鳥）                             |                                                                             | - oricon最高排名第173名 - CD額外規格 |
| 7th  | 2000年2月2日   | Birthday                             | 1. Birthday 2. I Feel You                                                   | - oricon前200名外 - 《未來少年柯南II》主題歌（後期）、《七夜怪談0：貞相大白》形象歌曲 - 首張12cm單曲 - CD額外規格 |

### 單曲（參加作品）
1. 我愛你（日语：愛してる (高橋克典 with 仲間由紀恵の曲)） （2001年2月21日）（oricon第30名）
  - 高橋克典（日语：高橋克典） with 仲間由紀惠名義
2. 戀愛的Downloads（日语：恋のダウンロード） （2006年3月15日）（oricon首週第8名） 
  - 仲間由紀惠 with Downloads名義
3. 戀愛是無期限的（恋は無期限） （2006年7月21日・配信限定/未CD化）
  - 仲間由紀惠 with Downloads名義
4. 北陸浪漫（日语：北陸ロマン） -高級二重唱版-（2015年3月14日，限量分發／2015年9月16日CD發行）
  - 谷村新司×仲間由紀惠名義。睽違9年的第一首單曲。北陸新幹線宣傳歌曲[97]

### 專輯（個人名義）
| 枚數 | 發行日期      | 專輯名稱（日文原名） | 收錄曲                                                   | 備註 |
| ---- | ------------- | -------------------- | -------------------------------------------------------- | --- |
| 1st  | 1998年1月21日 | 遙遠日子的旋律（遠い日のメロディー）   | 1. SNOW BIRD 2. ONE MORE CHANCE 3. SHUBI-DUBA, DUBI-DUBA | - oricon最高排名第49名 - 初版附40頁寫真集。 - CD額外規格 - 該專輯於2002年7月1日由Epic Records重新發行。 - 「SHUBI-DUBA,DUBI-DUBA」的MV收錄在小室哲哉製作的PlayStation軟體《gaball screen》（1996年發行）。 |

## 作品

### 寫真集
- 《Pastel》（近代電影社（日语：近代映画社），1997年）
- 《SADA‐KO in「ring0」—仲間由紀惠寫真集》（角川書店，1999年）
- 《20th-Nakama Yukie》（集英社，2000年）
- 《digi+KISHIN DVD 仲間由紀惠》（Pony Canyon，2002年）
- 《g@me 寫真集 ☆TOKYO STREAM》（2003年）
- 《山田奈緒子Photo Book ～Naoko Yamada in TRICK～》（近代電影社，2010年）
- 《Photo Book「仲間由紀惠」》（集英社，2010年）

### 電視遊戲
- PlayStation「MOONLIGHT to DAYBREAK/仲間由紀恵 EPS系列」（1996年，Antinos Records）
- PlayStation「Gabor Screen」（1996年12月6日，Antinos Records）
- PlayStation「洛克人X4」（1997年，Antinos Records）—負責主題曲

## 腳註

## 外部連結
- 仲間由紀惠｜Production尾木 （日語）
- （日語）—仲間由紀惠的官方個人部落格。
- 仲間由紀惠｜Sony Music Entertainment （日語）
- （日語）—仲間由紀惠 with Downloads官方網站。
- （日語）—仲間由紀惠 with Downloads官方部落格。
- （日語）—仲間由紀惠的官方個人網站。
- 仲間由紀惠 （日語）—NHK人物錄（日语：NHKアーカイブスポータル）
- ，存于 （日語）—NHK檔案館
- ，存于 （日語）—NHK檔案館